# Gretel Bergmann
Margaret "Gretel" Bergmann-Lambert (de soltera, Bergmann; 12 d'abril de 1914 – 25 de juliol de 2017) fou una atleta jueva alemanya, especialista en salt d'alçada que competí durant els anys 30 del segle xx. A causa del seu origen jueu, va ser vetada pels nazis en els Jocs Olímpics d'Estiu de 1936. Després d'això, va aconseguir abandonar Alemanya i s'establí als Estats Units, on morí centenària.

## Vida i carrera
Bergmann va néixer a Laupheim, Baden-Württemberg, Alemanya, filla d'Edwin i Paula Stern Bergmann. S'inicià en l'atletisme i el 1930 va fitxar pel club Ulmer FV 1894. Va guanyar el seu primer títol en salt d'alçada el 1931, en els campionats del sud d'Alemanya amb una marca d'1,51m, títol que revalidà el 1932. Amb la pujada del nazisme al poder, fou expulsada del club; l'abril de 1933, els seus pares la van enviar al Regne Unit, on va prendre part en els campionats britànics de 1934 i va guanyar amb una marca de 1,55.
El govern alemany la va voler fer tornar per millorar la seva imatge davant les pressions internacionals. Va tornar sota l'amenaça de represàlies cap a membres de la seva família i va entrenar pels Jocs de 1936. Un mes abans de la inauguració dels Jocs va fer rècord d'Alemanya amb 1,60m. Però dues setmanes abans dels Jocs va rebre una carta on se l'excloïa de l'equip per "baix rendiment". Ella mateixa indica que la intenció no va ser mai deixar-la competir sinó apaivagar les protestes dels equips que amenaçaven amb el boicot dels Jocs i que se la va excloure quan l'equip dels Estats Units ja s'havia embarcat cap a Europa per a la competició. No va ser substituïda, i Alemanya competí en els Jocs amb només dues atletes: Dora Ratjen, que després va resultar ser un home que s'havia criat com a noia, i Elfriede Kaun. La marca de Bergmann va ser esborrada del registre de rècords.
El 1937, Bergmann va emigrar als Estats Units; allí es va casar amb el metge Bruno Lambert. Aquell any mateix va guanyar en els campionats dels Estats Units, en salt d'alçada i llançament de pes. El 1938 va guanyar un altre cop en salt d'alçada. Amb l'esclat de la Segona Guerra Mundial va deixar de competir, i el 1942 va rebre la ciutadania estatunidenca.

## Reconeixements

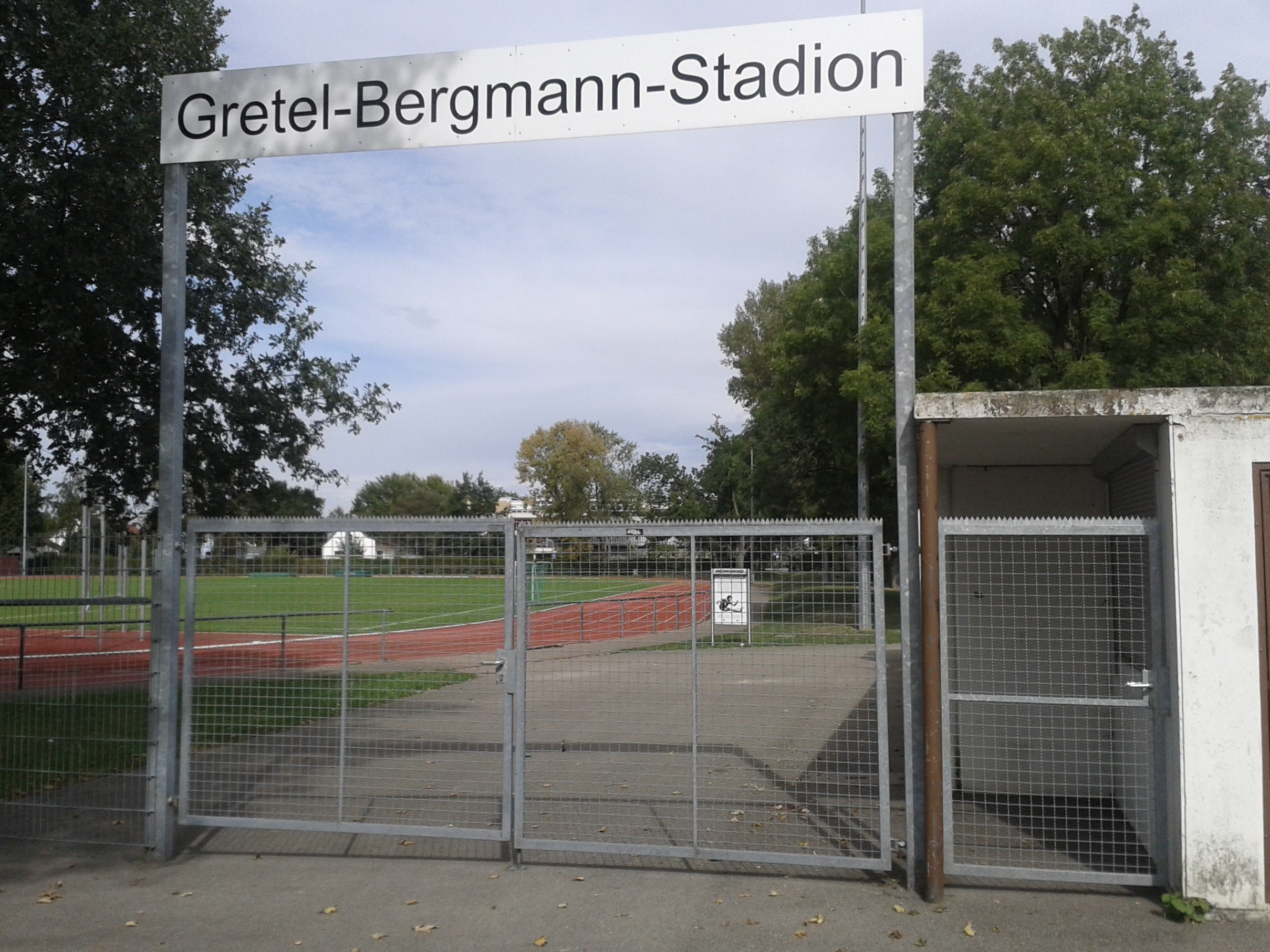
Estadi Gretel Bergmann a Laupheim.

A partir dels anys 80 la seva història va començar a cridar l'atenció, quan se la va incloure en el "International Jewish Sports Hall of Fame", a Israel.
L'agost de 1995 es va donar el seu nom a un complex esportiu de Wilmersdorf, barri de Berlín. Bergmann no hi assistí. El 1996 va ser inclosa en el "National Jewish Sports Hall of Fame" dels Estats Units. El 1999 va rebre el premi "Georg von Opel".

El 1999 es va donar el seu nom a l'estadi de Laupheim; aquest cop hi va assistir, tot i que havia promès no tornar mai a Alemanya i n'havia oblidat la llengua. 
| « | I was not going to participate, but when I was told that they were naming the facilities for me so that when young people ask, "Who was Gretel Bergmann?" they will be told my story, and the story of those times. I felt it was important to remember, and so I agreed to return to the place I swore I'd never go again. But I had stopped speaking German and didn't even try when I was there. They provided a translator No volia participar-hi, però quan em van dir que donaven el meu nom a aquesta instal·lació perquè, quan els joves preguntessin "Qui era Gretel Bergmann?", se'ls expliqués la meva història i la història d'aquells temps, vaig pensar que era important recordar. I vaig acceptar retornar al país on havia jurat no tornar mai més. Però ja no parlava alemany i ni ho vaig intentar quan hi vaig ser. Em van posar un traductor. | » |

Bergmann va afegir, "I... finally came to the conclusion that people now had nothing to do with it // Vaig arribar a la conclusió que la gent d'ara no hi té res a veure".
El 2004 es va estrenar un documentari, Hitler's Pawn – The Margaret Lambert Story (El peó de Hitler - La història de Margaret Lambert), sobre la seva vida en l'atletisme. El 23 de novembre de 2009 la federació alemanya d'atletisme li va restituir el rècord alemany de 1936.
La pel·lícula Berlin 36 sobre la seva preparació i exclusió dels Jocs Olímpics es va estrenar el 2009. Finalment, el 2014 es va donar el seu nom a un carrer a prop de l'Estadi Olímpic de Berlín.

## Pel·lícules
- Die Angst sprang mit – Die jüdische Hochspringerin Gretel Bergmann. (SWR, 2004) documentari televisiu, Resum (en alemany)
- Hitler's Pawn – The Margaret Lambert Story. (USA, 2004) documentari, pel·lícula
- Berlin 36 – Die wahre Geschichte einer Siegerin. (Alemanya, 2009), dirigida per Kaspar Heidelbach, Karoline Herfurth en el paper de Bergmann
- Der Traum von Olympia – Die Nazispiele von 1936 (ARD, 2016), Docudrama televisiu, Resum (en alemany), Sandra von Ruffin en el paper de Bergmann